# フイヨワ (ソンム県)
フイヨワ (Fouilloy)は、フランス北部、オー＝ド＝フランス地域圏のソンム県にあるコミューンである。住民は、「Fouilloysiens (フイヨワジアン)」と呼ばれる。

## 地理
ピカルディ地域圏のコミューンの (カントンのコルビ小郡の小郡庁舎所在地である)コルビ の南に隣接するフイヨワは、コルビ小郡で3番目の人口を占めるコミューンである。フイヨワは、コルビからアミアンに至る道路 (RD1) とフイヨワからヴィレ＝ブルトヌーを通過してモレイユに至る県道 (RD23) の交差する地点である。フイヨワからヴィレ＝ブルトヌーに向かうRD23フイヨワを見下ろす山の背の頂上にあるオーストラリア国立記念碑の前を通過する。

### 地質と気候

#### 土壌と地層の性質
コミューンの地層は、いくつかの場所で一様に同じ高さの白い白亜質から成る。その土壌は、泥炭とソンム川渓谷の現代の沖積土と山の斜面にある通称「レンガ土」と呼ばれるもろい堆積物または泥土から構成される。コミューンの南東にある導水溝には、噴砂機で掘られた赤い粘土の中にフリントが見られる。

#### 地形と景観と植生
コミューンの北側は、ソンム川運河が境界となっている。それから、コミューンの北側と南側の標高は高くなっている。コミューンの中で一番標高が高い地点は、コミューン南東のソンム川渓谷全体を見下ろせるイノークールへと至る道中にある。そこからアミアン大聖堂の尖塔を見ることができる。

#### 水路測量
ソンム川とソンム川運河がコミューンを通過している。湧き水に関する治水事業は、腐植土層に浸透させて対処している。フイヨワに流れるソンム川は、 「Fouilloy de Corbie」 (フイヨワ・ドゥ・コルビ) と「Pont de Rome」 (ローマ橋) を隔てる 「Vieille Somme」 (古ソンム川) を含むいくつかの分流に分かれる。

#### 気候
コミューンの気候は、西風と南西からの風が強い温帯の海洋温帯である。

### 生活

#### コミューン内の都市計画と整備計画
フイヨワは、コルビと同じ都市建築物群で連続した建物を構成している。アミアンとペロンヌを結ぶ県道1号線の両側には、都会的な街並みが等間隔で続いている。北側のソンム川運河、南側のヴィレ＝ブルトヌー、東側のアムレへとそれぞれ向かう道路に平行して、住宅開発が行われた。フイヨワは今後、アミアン都市圏の郊外として発展の道を歩んでいく。
フイヨワとオービニーの間には、土手沿いに木を植えた整備されている池がある。

#### 経済活動と行政サービス
経済活動は、主に輸送ロジスティクス、印刷、工芸、小売、そしてアミアンへ向かうフイヨワ内の人やモノの流れを周辺部へ平準化して流通させることに特化している。 退職者の家と幼稚園と小学校の数は、人口単位で提供されている行政サービスの基準を完全に満たしている。

## 地名
フイヨワ (Fouilloy) の古代の地名の綴りは、1288年の資料によれば次のようなものがあった。 「Folloisium」,「Folliacum」,「Follietum」,「Foiliacum」,「Folletum」,「Foeuilloy」。この地名は、古代の住居が広葉樹の豊富な植生の中に建てられたという事実から由来するものとしている。

## 歴史

### 先史時代
ロジェ・アガシュは、航空考古学の航空機を使った調査の際に、「Le Champ Martin」という場所で、おそらく青銅器時代の遺跡であろうと思われる円形の囲い地と、十中八九鉄器時代の遺跡であろうと思われる「赤い土」の存在を明らかにした。

### 古代
- 古代ローマのヴィラの遺跡がコミューンから発見された。
- 石棺、武器および大きなメダルは、1839年にオービニーへと至る沼地の道中のフイヨワのコミューン内で発見された[1]。

### 中世
- 7世紀の写本に、その当時は村であったコミューンの事について言及されている。
- 859年と881年に、フイヨワはヴァイキングの侵略を受けて荒廃した。
- フイヨワは、中世には、コルビ修道院の領地であり、コルビの町の郊外には固有の要塞があった。例えば、オービニー方面にはフォール・ブラン、アムレ方面にはフォール・サン・ニコラ等がある。
- 1185年、フランドル伯のフィリップ1世はフランス国王のフィリップ2世尊厳王と戦って、コルビで包囲された。彼はフイヨワに進出して占領したが、結局は反撃を受けている。
- 13世紀、フイヨワはハンセン病療養所であった。
- 1239年、福音伝道のリーダーを務めていた聖マテュー参事会管理聖堂は、全員平等を旨とする律修司祭の報酬を支給する教会参事会の責任を担っていた。1240年、アミアンの司教アルヌールは、参事会管理聖堂の広場の前で羊の趾骨を用いるお手玉遊びをプレイした律修司祭を支持し、内縁の妻を持ち、キャバレーに行き、高利貸しとなり、武器と花で飾り付けられた帽子を携行した記録が残っている[2]。
- 1288年、フイヨワはフランス国王の司法代官の座が置かれた[2]。司法代官は、行政 (検察官、代理人、書記官、執行官、下士官) と司法機能を行使した。
- 1430年、フイヨワの司法代官の庁舎はコルビに移されている。

### 近世
- 1636年、コルビの包囲中に、フイヨワ大学が焼かれた。フイヨワの渡し守であるルイとシャルル・ボゾ・ドゥ・メス (父子) 、ロマン・デテス、フルーリー・デュプレ、フイヨワの地元民ならびにその他の有志らによってスペイン軍に対する一連の打撃を与えた。 9月16日、彼らは水車を攻撃して破壊し、守備兵全員を殺害した。 9月26日、コルビの西口に当たるポルト・ア・リマージュをドゥ・ラ・フォルス元帥の軍が攻撃した際に、彼らはその道案内をした。最後に、彼らは (アンクル川の分流の) ブーランジュリー川の流れの方向を変えることに成功し、そこにある水車を使えなくした。フランス国王のルイ13世は、彼らとその子孫に対して1636年10月から永遠に、人頭税と付加税ならびに警備の労役を免除している[4]。
- アンシャン・レジームの下で、フイヨワには塩税の為の塩の貯蔵庫が置かれていた。フイヨワの司法権の半分は、コルビ修道院の役人が担当し、後の半分はフイヨワの司法警察が担当した。
- 1695年、フイヨワのハンセン病療養所の慈善活動は、モンディディエ病院での国王の決定により、ハンセン病患者が集められて始まった。

### 近代
- 1789年、フイヨワは、コルビから独立したコミューンとなった。
- 1815年のフランス戦役の期間中、フイヨワはロシア帝国軍とプロイセン王国軍の占領下に置かれた。
- 1843年、フイヨワのコミューン議会は、コミューン内の全ての子どもたちに無料初等教育を提供することを決めた。
- 普仏戦争での1870年のヴィレ＝ブルトヌーの戦い（英語版）の戦闘後、フイヨワに駐留していたルイ・フェデルブ将軍の軍は、ポン＝ノイエル（英語版）へ進軍した。その年は最悪で、フイヨワの6人の若者が母国の為に血を流した。プロイセン軍の占領期間中、住民とコミューンに対する現物と金銭の徴発額は10万フランに上った。
- 1879年、市議会は、コミューンの女子小学校の世俗化 (非宗教化) を決定した。
- 1880年、市議会は幼稚園の創設を決定した。
- 1891年には、共済援護組織がコミューンに作られた。

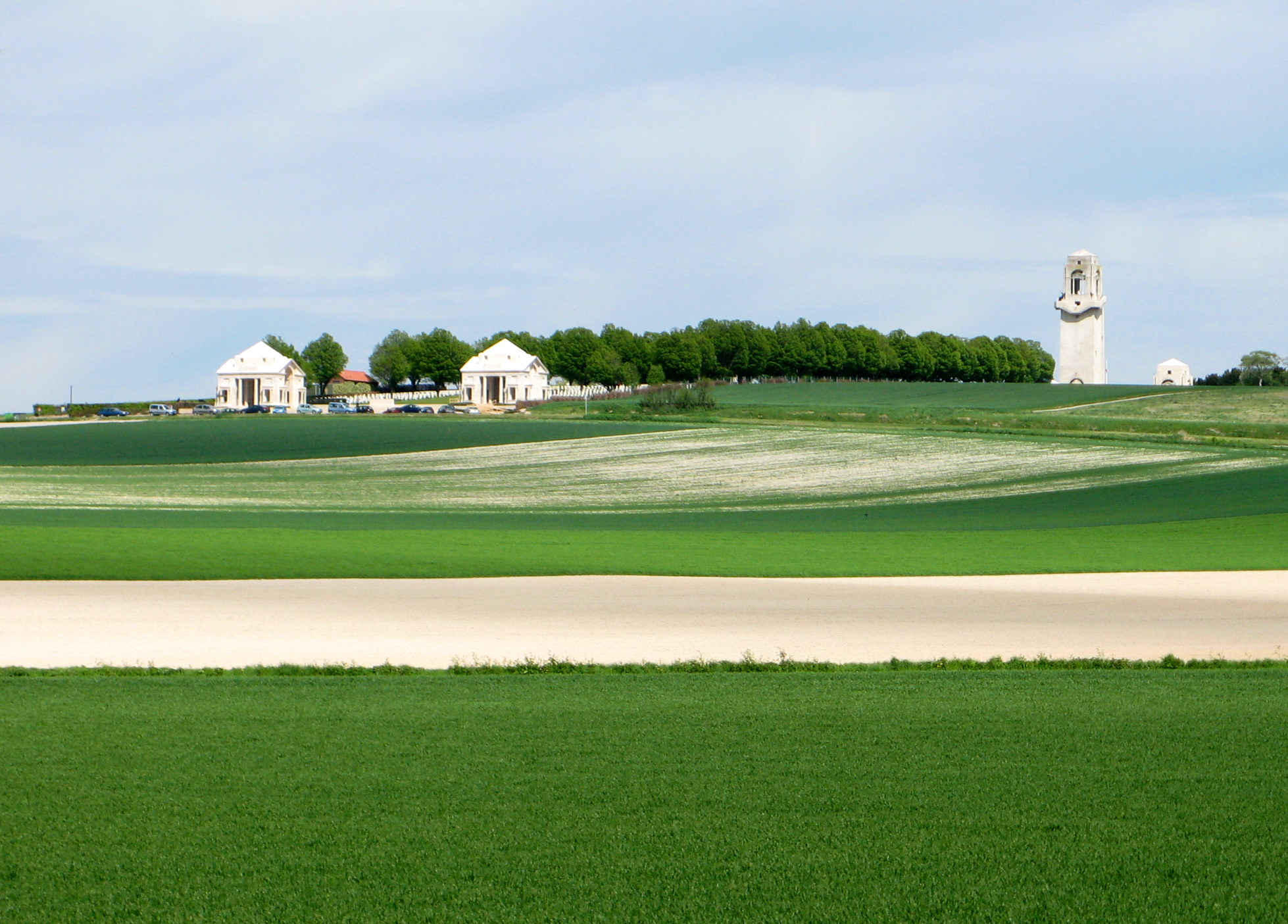
オーストラリア記念館は、フイヨワとヴィレ＝ブルトヌーの間の小高い丘陵地の上に建てられた。

- 1914年、フイヨワは8月末から9月初めにドイツ軍に占領された。
- 第一次世界大戦中の1915年から1918年春の間、フイヨワは主にイギリス軍の拠点が置かれた後衛の村となっている。現在の退職者用住宅となっている軍の病院は、特にコミューン内に設置された。ジョルジュ・デュアメルは野戦外科医としてそこに赴任している。
- 1916年、中国人の苦力が英国軍の貨物の荷役の為にフイヨワで雇われた。
- 1918年4月25日、ドイツ帝国の春季攻勢中に、コミューンの丘陵地帯はソンム県での重要な戦闘場所であった。数千人のオーストラリア人とニュージーランド人から成るANZAC兵士たちは、英国陸軍の補充人員として派兵されたが、そこでドイツ軍のアミアン攻撃を撃退して戦死している。
- フイヨワは、二度の世界大戦中に大規模な破壊被害を被った。

## 地方の文化と遺産

### 場所とモニュメント
- ソンム川運河

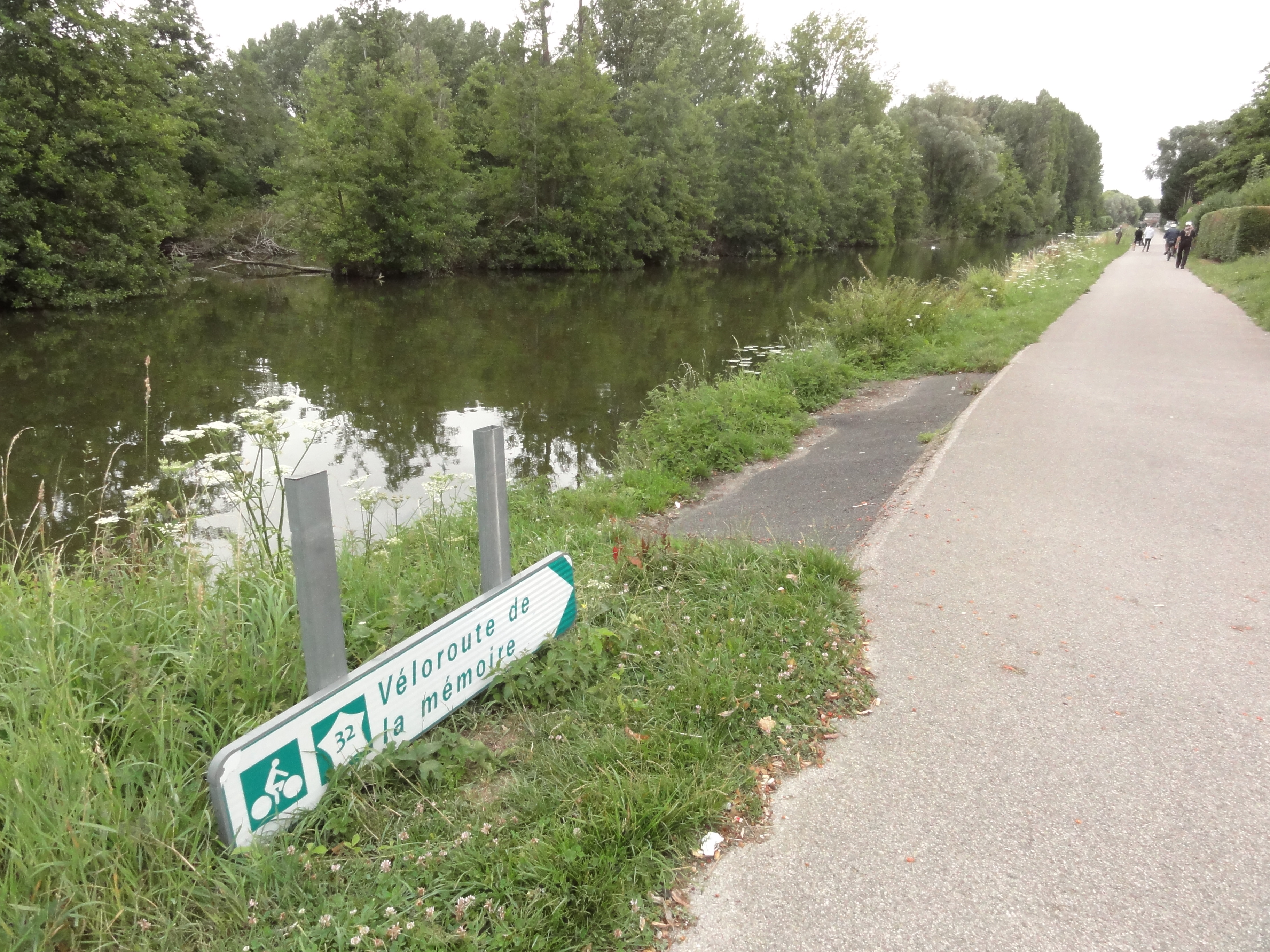
ソンム川運河

- 聖マテュー教会は1636年に破壊された後、18世紀に再建されたが[5][6]、1940年に再び破壊された。現存する教会は1950年代の建築であり、正面には彫刻家のルイ・シャヴィニェの像が飾られている。教会の身廊の中には、1782年に死亡した教区牧師のGuilain Piteuxの墓の敷石と[7]、18世紀の2つの祭器卓がある[8]。
- 共同墓地:

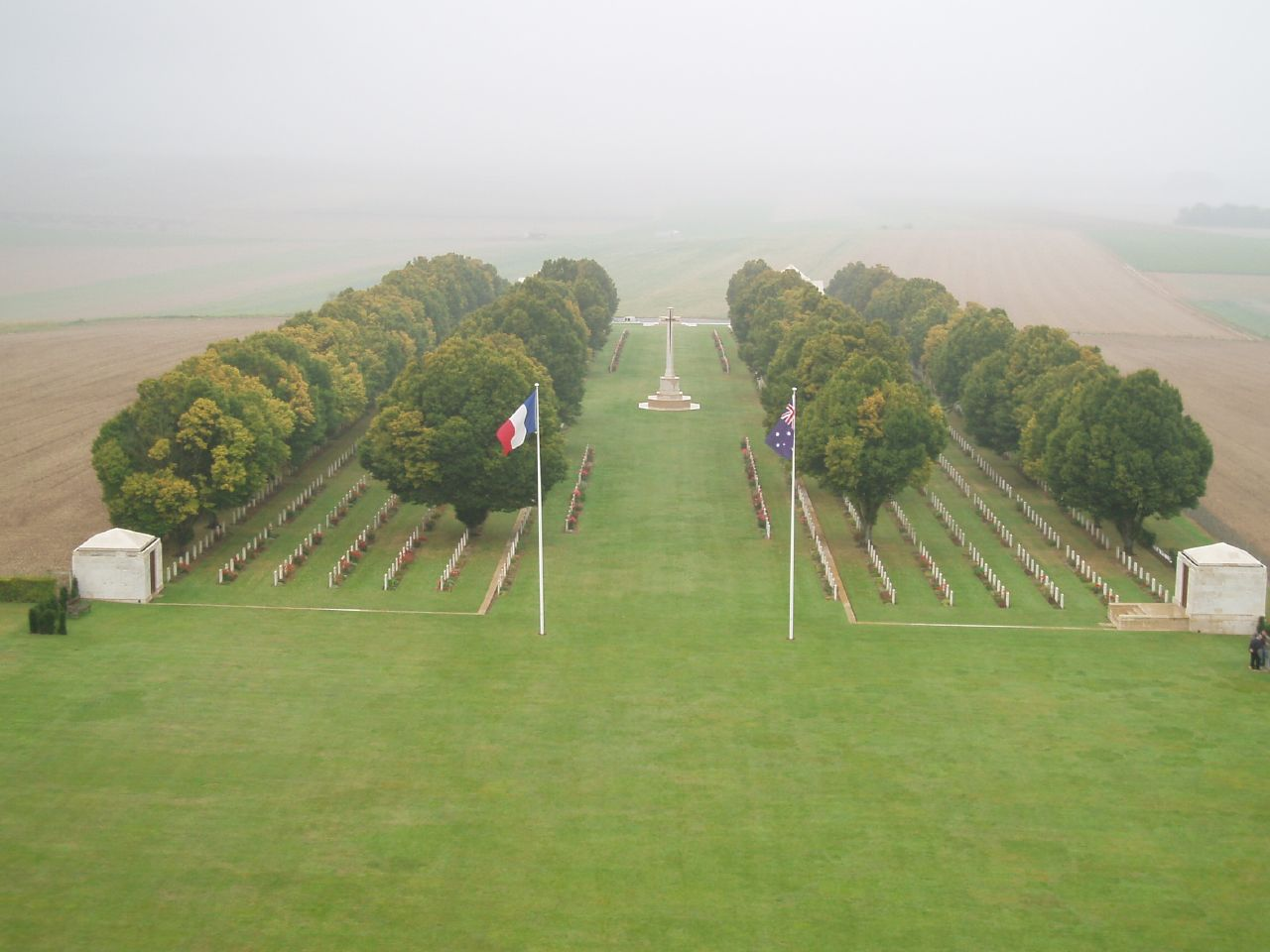
ヴィレ＝ブルトヌーのオーストラリア国立戦争祈念碑の墓地

- - 普仏戦争の戦争祈念施設。平行六面体の基部を切り捨てた柱の形をしている。1870年から1871年の普仏戦争中に故郷で亡くなった若者の為の共同墓地の祈念碑となっている。
  - 第一次世界大戦のフランス軍の戦争公園
  - 第一次世界大戦のイギリス軍の戦争公園
  - 墓の入り口の外壁に彫られた1940年5月から6月にこの地で戦った第四植民地歩兵師団の銘
  - 教会の隣にある、コルビで亡くなった国防省のソンム県防衛担当の長官であったジュール・ラルディエールの碑
  - 19世紀後半に建てられた、まるで城のようなレンガ造りのコミューン庁舎
  - 教会の隣にある、第一次世界大戦の戦争祈念施設 (Monument aux morts)[9]
  - 軍人墓地などがあるヴィレ＝ブルトヌー国立オーストラリア祈念碑
  - フイヨワを通過する Véloroutede de la Mémoire (追憶の自転車専用道路)
  - フイヨワ染物工場:19世紀半ばに水車の施設を染物工場に改築した。ボイラー室と工房に以前の痕跡が残っている。蒸気ボイラー「ルイ・フォンテーヌ」(1932年建造) と蒸気ボイラー「ヴェイエ・レスキュール」」(19世紀後半建造) が現存し、まだ目にすることが出来る[10].。

### フイヨワと関連のある人物

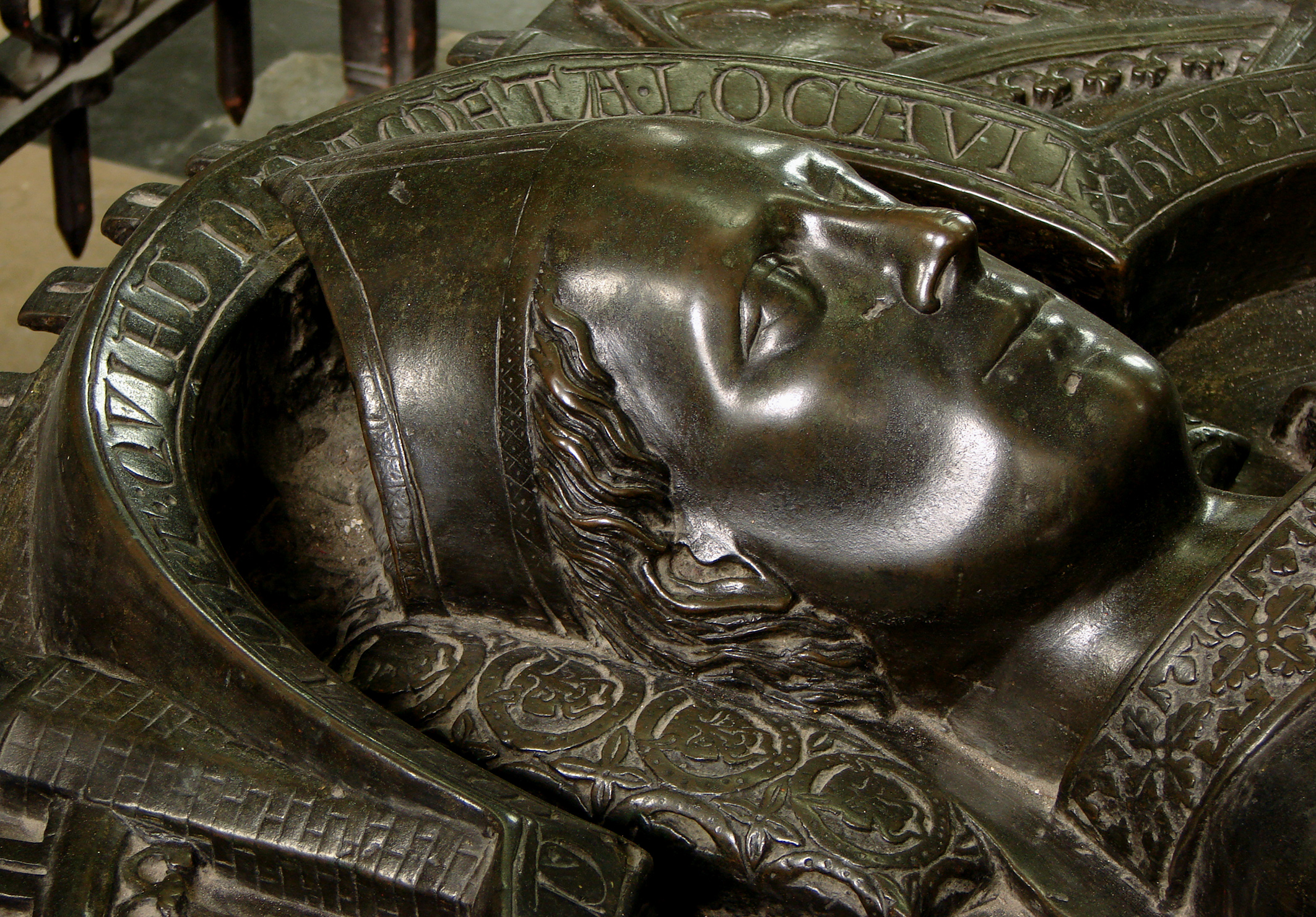
アミアン大聖堂に安置されているフイヨワのエヴラールの横たわる墓の彫刻。

- ブレーメンのアンシェール（英語版） (聖アンシェール) (801年-865年) :フイヨワで生まれ、コルビ修道院の修道士となり、ウェストファリアのコルヴァイ修道院に派遣された。そこからデンマークとスウェーデンに伝導した。彼はブレーメンの司教とハンブルクの大司教になった。
- フイヨワのユーグ（英語版） (12世紀-1173年/1174年) :フイヨワ生まれで、サン＝ローラン＝デュ＝ボワ（英語版）の小修道院の院長を務め、エイイ（英語版）で当時は非常に有名な神学者となった。
- フイヨワのエヴラール（フランス語版） (約1145年-1222年) :アミアンの司教で、現在のアミアン大聖堂の建設を決定した。
- 1829年2月19日にファレーズで生まれたジュール・ラルディエール（フランス語版）は、1876年11月18日にコルビで死去した。繊維製造業者の一家より生れてパリのアンリ4世高校で学士号を取得した後、急進的な共和党の信念と自由な思想家から、レドル＝ロリンの友人とガンベッタの支持者となった。1851年12月2日のクーデターの後、彼はジュネーヴに行った。フランスに帰国してからは、1862年にフイヨワでメリヤス製品の工場を購入している。1869年に、日刊新聞の「Le Progrès de la Somme 」(ソンム県の進歩) をルネ・ゴブレならびにフレデリック・プティと共に創刊している。 普仏戦争中の1870年9月5日から23日までと1870年10月24日から1871年2月6日まで国防省のソンム県防衛担当の長官に任命されている。プロイセンの占領時にアブヴィル更にはリュまで退却を余儀なくされた。1871年から1873年にかけて、フイヨワの市長とコルビ小郡の全議員が政府が取った普仏戦争での論功行賞による叙勲の措置に抗議して辞任した。彼は1876年にフイヨワの市長に就任した[11]。
- ジョルジュ・デュアメル (1884年6月30日 - 1966年4月13日) :作家で野戦外科医であり、1916年にフイヨワの宿営地で軍医の傍ら作家活動も行なっていた。 彼は妻に書いた手紙でそのことを言及している。
- Diasso Kal Boutie (1919年 - 1940年) :1940年5月28日にフイヨワで戦死した第十六セネガル銃士連隊の兵士。フランス兵士祈念館（英語版）の第一番目に埋葬された[12]。

### 紋章

コミューンの武器は、1350年の刻印に現れたフイヨワの憲兵隊のものを踏襲するものであり、 紋章記述で例えれば、青地に金色のユリの花に同形の2つの尖ったクローバーを付けたものである。
- 外観の装飾:勝利を意味する棕櫚の枝葉を付けた「第一次世界大戦十字勲章」と、銀色の星を付けた「第二次世界大戦十字勲章」。
- 1920年11月2日の陸軍勲章の表彰:「1918年の激戦地に位置し、大砲や飛行機による多様で激しい爆撃で部分的な破壊に勇敢に耐えたことを表彰している。大変な苦しみや被害を受けたのにもかかわらず、素晴らしい精神力を見せた。」
- 1948年11月11日の師団勲章の表彰:「コミューンに対する素晴らしい心情と模範的な愛国心を表彰している。1940年5月下旬から6月初旬までの戦線において、第四植民地歩兵師団の激戦地になった。コミューンの3/5が破壊され、8人の少年が行方不明になった。辛抱強くその試練と苦しみに耐えた。熱心に仕事に取り組んで元気に復興させた。」